# West Jefferson (Carolina del Norte)
West Jefferson es un pueblo ubicado en el condado de Ashe en el estado estadounidense de Carolina del Norte. La localidad en el año 2000, tenía una población de 1.081 habitantes en una superficie de 4.5km², con una densidad poblacional de 239.1 personas por km².

## Geografía
West Jefferson se encuentra ubicado en las coordenadas 36°23′43″N 81°29′30″O / 36.39528, -81.49167. Según la Oficina del Censo, la localidad tiene un área total de 4,5 km² (1,7 mi²), de la cual 4,5 km² (1,7 mi²) es tierra y 0 km² (0 mi²) (0.0%) es agua.

### Localidades adyacentes
El siguiente diagrama muestra a las localidades en un radio de 32 kilómetros (19,9 mi) de West Jefferson.

## Demografía
En el 2000 la renta per cápita promedia del hogar era de $24.479, y el ingreso promedio para una familia era de $35.000. En 2000 los hombres tenían un ingreso per cápita de $22.800 contra $18.819 para las mujeres. El ingreso per cápita para la localidad era de $19.799. Alrededor del 18.90% de la población estaba bajo el umbral de pobreza nacional.